# 美国盲人印刷所
美国盲人印刷所（英語：American Printing House for the Blind, APH）是位于美国肯塔基州路易维尔的一个非营利机构，其宗旨是提升盲人和有视力障碍的人群的独立生活的能力。美国盲人印刷所自从1858年建立以来，已经出版了各种盲人教材、盲文书籍、有声读物及其他帮助盲人的产品。

## 初建
1829年美国第一所盲人学校珀金斯盲人学校建立。由于当时很少有供盲人使用的教材和读物，教师只得使用自制的教具和从欧洲进口的凸印书。考虑到日益增长的对盲人教材和读物的要求，密西西比州的一位盲人丹普西·舍罗德（Dempsey Sherrod），有了为盲人建立一座印刷所的构想。他为这一构想募集资金，并将其命名为美国盲人印刷所。1857年，舍罗德从密西西比州获得了建立盲文印刷所的许可证。由于路易维尔位于当时美国疆域的正中，舍罗德决定将印刷所建在这里。1858年肯塔基州议会通过了建立印刷所的法案，美国盲人印刷所正式建立。
1860年，美国盲人印刷所获得了从密西西比州和肯塔基州居民处筹集来的第一笔运转资金。印刷所用这笔资金购买了印刷设备，印刷场所就设在肯塔基盲人学校的地下室。密西西比州、路易斯安那州和田纳西州都为印刷所建立了公益资金，同时印刷所也接受私人的捐助。但是印刷所还未开始印刷书籍时，南北战争就爆发了。南方各州无法提供允诺的资金，印刷所事务陷入停顿。

## 资助与扩建

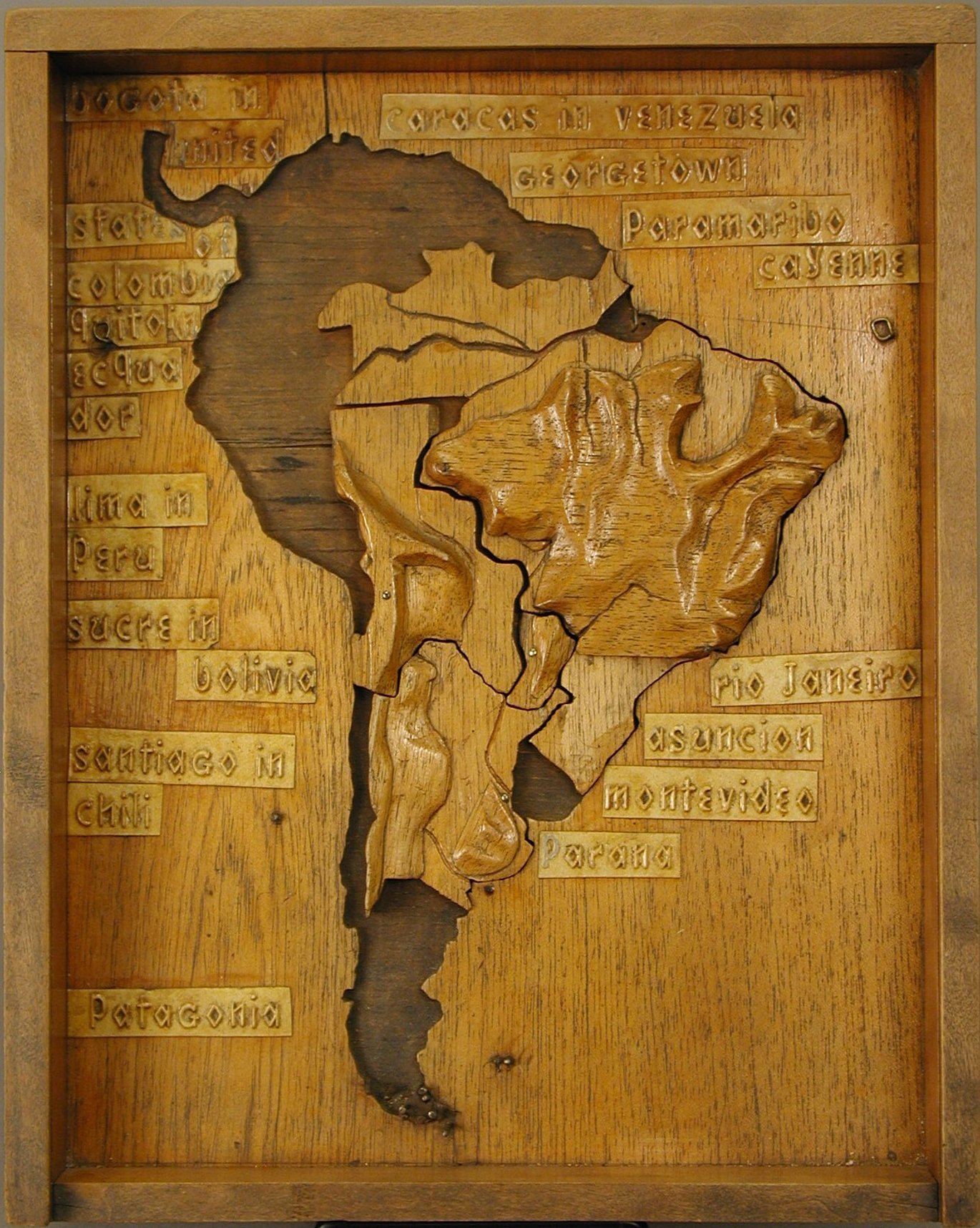
早期盲人教育中所用的用凸体字标注的南美洲地图拼图

1865年，肯塔基州才提供了资金和捐助，和从俄亥俄，印第安那、伊利诺伊州获得的捐助一起使得印刷所开始正常运转。印刷所所印的第一本书是1866年出版的凸印书《给儿童的神话和传说》，使用的是被称为波士顿线字体的罗马字体，当时布莱叶发明的盲文还不是标准系统。不久，管理者开始寻求稳定的联邦资助，申请资助的方案被提交给了第45届国会。1879年3月3日，国会通过了《促进盲人教育法》。美国盲人印刷所被确定为盲文教材的官方来源，直到今日。
联邦政府所提供的资助很快增加了凸印书的印刷量，盲人印刷所也逐渐扩大，无法再跻身于盲人学校的地下室里。1883年印刷所大楼在盲人学校毗邻的土地上建成，今日的印刷所仍设在此处。19世纪末印刷所生产的凸印书大幅增加，出版物列表从1894年的十五页增长到了1904年的一百页。随后，凸印书逐渐被布莱叶盲文取代，1893年印刷所印刷了美国第一部布莱叶盲文书。20世纪中，美国盲人印刷所继续提供帮助盲人的各种学习材料。1928年他们出版了Reader’s Digest让盲人第一次读到了流行杂志。美国盲人印刷所在1955年和1980年进行了两次扩建，现在占地面积达到约25，000平方米。1994年在印刷所最初地点的二楼建立了美国盲人印刷所博物馆，介绍盲文系统和盲人教育的发展，博物馆和印刷所均可免费参观。

## 有声书籍和数据库
1936年起，盲人印刷所设立了录音工作室和录音生产部门，开始出版有声书籍。1959年开始录制有声版本的每周新闻，1981年录制了第一部录音百科全书《有声世界之书》。如今盲人印刷所每年录制二百万盘磁带。除了盲文读物和有声读物，美国盲人印刷所还提供教育帮助。1953年这里建立了教育研究部门，著名的产品包括New Hall Braille Writer(1940), Lavender Braille Writer] (1962)和提姆·克兰默发明的盲人用算盘（1963）。
1960年美国盲文印刷所完成了至今最大的盲文工程，将一百四十五卷的《世界百科全书》转化为盲文，之后捐赠给多家盲人学校。1964年印刷所开始了将布莱叶盲文计算机化的项目，支持这一计划的IBM捐赠了价值二百万美元的709台计算机。1987年除了一部分产品以外，所有的盲文产品已经计算机化。供盲人使用的教材数据库已经于1988年建立，后来扩展到包括所有媒质的材料，1997年这一数据库被命名为路易斯，目前已包括全世界一百六十个组织提供的印刷品，并提供网上浏览。

## 外部連結
- Official website （页面存档备份，存于）
- Museum of the American Printing House for the Blind （页面存档备份，存于）

template:Braille